# 自由祖国党 (巴拉圭)
自由祖国党（西班牙語：Partido Patria Libre，缩写为PPL）是巴拉圭的一个左翼政党。该党成立于1990年2月3日；1992年2月，改名为自由祖国运动；该党成为注册政党后，于2002年12月改回原名。该党的意识形态是共产主义、马克思列宁主义、左翼民族主义。该党的总部位于亚松森。